# Црква Светог великомученика Харалампија у Костуру
Црква Светог великомученика Харалампија у Костуру, насељеном месту на територији града Пирота, православни је храм који припада Епархији нишкој Српске православне цркве.
Црква посвећена Светом великомученику Харалампији саграђена је 1864. године од камена, на темељима старијег мањег сакралног објекта. Архитектонски облик овог храма је једноброднaа грађевина са полукружном апсидом на истоку, дело је мајстора Јакова Дукова са његовим синовима Глигором, Аврамом, Исом, Василком и Милентом.
Иконостас је урађен у дуборезу и у веома добром је стању. Широк је 10m, а висок 5m са бројним иконама на дасци.